# Berolle
Berolle é uma comuna suíça no cantão de Vaud, localizado no distrito de Morges.